# Eric Esch
Eric Scott Esch est un boxeur professionnel américain, né à Bay City le 3 août 1966. Il est notoirement surnommé « Butterbean » en raison de son obésité (205 kilos pour 1,82 mètre). Il a également concouru en kick-boxing au K-1, et dans les arts martiaux mixtes (MMA).

## Biographie

### Boxe anglaise
Il s'est fait connaitre en boxe amateur dans les tournois « Toughman Contest », organisés dans sa ville natale. Il a compté dans ce domaine 56 victoires (dont 36 par KO) pour 5 défaites.
« Butterbean » passe professionnel en 1994. Ni rapide, ni très technique, mais disposant d'un grand « punch », il combat près de dix fois par an, essentiellement contre des boxeurs locaux peu connus qu'il bat presque tous avant la limite ; en 1997, il remporte le titre mondial IBA des poids super-lourds Il est alors considéré par la presse comme un « monstre humain ».
Ses seuls adversaires réputés seront un ancien adversaire de Mike Tyson, Peter McNeeley, qu'il bat dès le premier round, et surtout le légendaire Larry Holmes, âgé alors de 52 ans, lors d'un combat d'exhibition : s'il réussit à mettre à terre l'ancien champion du monde au dernier round (il s'agit d'une glissade selon certains), il est dominé par le jab de Holmes, et doit s'incliner par décision unanime.
En 2005, il perd par décision partagée contre un certain George Linberger, pour un autre titre marginal, celui des poids super-lourds d'Amérique du Nord. En octobre 2009, date de son dernier combat, il compte 89 matches, avec 77 victoires (58 par KO), et 8 défaites (1 KO), et 4 matches nuls.

### Kickboxing
À partir de 2003, « Butterbean » a tenté une carrière au K-1. Son premier combat est une victoire par KO contre Yusuke Fujimoto, mais ne réussit pas à percer, mis au tapis par des adversaires tirant avantage de leurs jambes, comme Mike Bernardo et Wesley Correira (2 défaites par high-kick). Son palmarès est de 3 victoires pour 4 défaites.

### Arts martiaux mixtes
Son premier adversaire est en 2003 Genki Sudo, qui le soumet par une clé de jambe.
Au Pride FC, pour son premier combat il affronte Ikuhisa Minowa et perd par clé de bras, mais il s'y imposera par la suite face à l'ancien catcheur Sean O'Haire (victoire expéditive par TKO) et face à Zuluzinho (autre combattant obèse, qu'il bat par clé de bras).
Comme en boxe, Esch s'avère être un « journeyman », et combat rarement plusieurs fois dans la même organisation. Parmi ses autres adversaires : James Thompson (victoire par KO), Tengiz Tedoradze et un ancien pratiquant de sport de force Mariusz Pudzianowski (défaites par KO technique).
Il est l'un des promoteurs « Moosin », organisation coréenne de MMA, dont les galas se déroulent aux États-Unis.
| 26 combats     | 15 victoires | 10 défaites |
| Par KO         | 7            | 1           |
| Par soumission | 8            | 9           |
| Sur décision   | 0            | 0           |
| Égalités       | 1            | 1           |

## Divers
- Semi-retraité depuis la fin des années 2000, il est propriétaire d'un restaurant, « Mr. Bean's BBQ », situé à Jasper (Alabama)[3].
- Il est le père de Brandon Esch, surnommé « Babybean », également boxeur[4].
- Ses entrées sur le ring sont marquées par la chanson Sweet Home Alabama, et il arbore un short aux couleurs du drapeau américain.
- En 1997 et 1999, il a fait quelques apparitions à la World Wrestling Entertainment, organisation de catch américaine.
- Il apparaît dans Jackass, le film (2002), dans une scène de bagarre contre Johnny Knoxville.
- Il apparaît dans quelques jeux vidéo tels que Fight Night Champion.